# Ettore Messina
Ettore Messina (Catania, 30 september 1959) is een Italiaans basketbalcoach. Hij was coach van het nationale team van Italië.

## Carrière
Messina begon zijn carrière in 1982 als assistent-coach onder Massimo Mangano bij AP Udinese. In 1983 stapte hij over naar Virtus Bologna om als assistent-coach te werken. In 1989 werd hij de hoofdcoach. Hij won in zijn eerste seizoen de Beker van Italië in 1990. Ook won hij in 1990 de Saporta Cup. Ze wonnen in de finale van Real Madrid uit Spanje met 79-74. In 1993 werd hij Landskampioen van Italië. In 1992 werd hij ook hoofdcoach van Italiaans basketbalteam. Op de Goodwill Games 1994 won hij zilver. Op het Europees kampioenschap basketbal mannen 1997 won hij weer zilver. In 1997 keerde hij terug bij Virtus Bologna. Hij werd twee keer Landskampioen van Italië in 1998 en 2001. Ook won hij drie keer de Beker van Italië in 1999, 2001 en 2002. Hij won twee keer de EuroLeague in 1998 en 2001. In 1998 wonnen ze van AEK Athene uit Griekenland met 58-44. In 2001 wonnen ze van Tau Cerámica Vítoria uit Spanje met 3-2 in een best-of-5. In 2002 werd hij hoofdcoach van Benetton Treviso. Hij werd Landskampioen van Italië in 2003. Ook won hij drie keer de Beker van Italië in 2003, 2004 en 2005. In 2002 won hij de Supercup van Italië. In 2002 verhuisde hij naar CSKA Moskou in Rusland. Hij werd vier keer Landskampioen van Rusland in 2006, 2007, 2008 en 2009. Ook won hij twee keer de Beker van Rusland in 2006 en 2007. Ook met CSKA won hij twee keer de EuroLeague in 2006 en 2008. In 2006 wonnen ze van Maccabi Tel Aviv uit Israël met 73-69. In 2008 wonnen ze weer van Maccabi Tel Aviv. Nu met 91-77. In 2009 verhuisde hij naar Real Madrid. In 2011 verhuisde hij naar Los Angeles Lakers in de Verenigde Staten. Hij had daar de functie van consultant. In 2012 keerde hij terug bij CSKA Moskou. Hij werd twee keer Landskampioen van Rusland in 2013 en 2014. In 2014 werd hij assistent-coach onder hoofdcoach Gregg Popovich bij de San Antonio Spurs. Ook was hij in de periode 2015-2017 hoofdcoach van het Italiaans basketbalteam. In 2019 werd hij hoofdcoach van Olimpia Milano. Met Olimpia werd hij drie keer Landskampioen van Italië in 2022, 2023 en 2024. Ook won hij twee keer de Beker van Italië in 2021 en 2022. In 2020 en 2024 won hij de Supercup van Italië.

## Erelijst coach
- Landskampioen Italië: 7
  - Winnaar: 1993, 1998, 2001, 2003, 2022, 2023, 2024
- Bekerwinnaar Italië: 9
  - Winnaar: 1990, 1999, 2001, 2002, 2003, 2004, 2005, 2021, 2022
- Supercupwinnaar Italië: 3
  - Winnaar: 2002, 2020, 2024
- Landskampioen Rusland: 6
  - Winnaar: 2006, 2007, 2008, 2009, 2013, 2014
- Bekerwinnaar Rusland: 2
  - Winnaar: 2006, 2007
- Saporta Cup: 1
  - Winnaar: 1990
- EuroLeague: 4
  - Winnaar: 1998, 2001, 2006, 2008
  - Runner-up: 1999, 2002, 2007, 2009
- Europees kampioenschap:
  - Zilver: 1997
- Goodwill Games:
  - Zilver: 1994